# Radek Doležal
Radek Doležal (* 3. srpna 1992 v Hradci Králové) je český fotbalový záložník, od roku 2014 působící v A-týmu FC Hradec Králové.

## Klubová kariéra
Svoji fotbalovou kariéru začal v Hradci Králové, kde se přes mládežnické kategorie propracoval před jarní částí sezony 2013/14 do prvního mužstva. V druholigové sezoně 2013/14 postoupil s Hradcem Královém do nejvyšší soutěže.